# The Academy Is …
The Academy Is … war eine im Jahre 2002 gegründete US-amerikanische Alternative-Rock-Band aus Hoffman Estates, Illinois, einem Vorort von Chicago.

## Bandgeschichte

### Die Anfänge
Im Jahre 2002 trafen der Sänger William Beckett und Gitarrist Michael Carden zum ersten Mal aufeinander. Den Bassisten Adam T. Siska, den zweiten Gitarristen Adrian LaTrace Jr. und den Schlagzeuger Mike DelPrincipe holten sie kurz vor den Aufnahmen der ersten Extended Plays (EP) namens The Academy, die am 23. März 2004 veröffentlicht worden ist, dazu. Diese erschien bei dem Chicago Label LLR Recordings, die zuvor schon Williams Solo-Projekt Remember Maine mit dem Album The Last Place You Look im Jahre 2002 veröffentlichte. Aufgenommen wurde die EP in Villa Park, Illinois in dem Studio The Gallery Of Carpet mit den Produzenten Brian Zieske, Peter Wentz von Fall Out Boy, der sehr angetan von der Musik der Band war und sie zu seiner Plattenfirma Fueled By Ramen einlud, wo sie daraufhin ihren Plattenvertrag unterschrieben.
Zu dem Release der ersten EP nannte sich die Band nur The Academy, doch da es Schwierigkeiten mit anderen etablierten Bands gab, die genauso hießen, hängten sie noch ein Is … dran und nannten sich daraufhin The Academy Is ….

### Almost Here
2004 zog es die Band nach Florida, wo sie ihr erstes Album unter dem Label Fueled by Ramen namens Almost Here aufnehmen sollten. Nach den Aufnahmen und einer Sommertournee änderte sich die Besetzung der Band. Tom Conrad, der zuvor bei einer lokalen Band aus Chicago namens 504 Plan gespielt hatte, ersetzte Adrian LaTrace Jr. als zweiten Gitarristen und Background Vocalsänger. Andy Mrotek, vorher Schlagzeuger bei Last Place Champs, ersetzte Mike DelPrincipe.
Veröffentlicht wurde das Album am 8. Februar 2005 und stieg auf Platz 20 der Billboard Independent Album Charts ein. Im darauffolgenden Sommer absolvierte die Band ihre erste Headlinertournee zusammen mit Plain White T’s, Days Away und June.
Nebenbei absolvierte Sänger William Beckett noch einige Gastauftritte unter anderem in dem Musikvideo A Little Less Sixteen Candles, a Little More Touch Me von Fall Out Boy, wo er einen Vampiranführer spielte. William lieh dem Song Sophmore Slump or Comeback of the Year aus dem Fall Out Boy Album From Under the Cork Tree seine Stimme. Außerdem sang und spielte er in dem Video Bring It (Snakes on a Plane) von Cobra Starship an der Seite von Gabe Saporta (Cobra Starship), Travis McCoy (Gym Class Heroes) und Maja Ivarsson (The Sounds). Premiere hatte das Musikvideo im August 2006. Der Song war neben Black Mamba von The Academy Is … auf dem Soundtrack des Films Snakes on a Plane.
In einem Blog auf ihrer offiziellen Internetseite gab die Band am 26. Oktober 2006 bekannt, dass Tom Conrad nicht länger Mitglied der Band sei, später schrieb Tom auf seiner Internetseite, dass er mit dieser Band abgeschlossen hat. Ersetzt wurde er durch den neuen Gitarristen Michael Guy Chislett.

### Santi
Während der Warped Tour 2006 begann die Band, neue Songtexte für ihr zweites Album Santi zu schreiben. Nach Beendigung dieser Tour flog die Band nach Los Angeles, um dort das Album fertigzustellen. Veröffentlicht wurde es am 3. April 2007 und stieg mit 33.000 verkauften Exemplaren in der ersten Woche auf Platz 32 der Billboard Top 200 ein. In England erreichte das Album Platz 94. Im Sommer 2007 ging die Band mit Fall Out Boy, +44, Cobra Starship und Paul Wall auf die Honda Civic Tour, danach folgten weitere Tourneen mit Cobra Starship in Australien und Singapur. Ihre zweite Headlinertournee Sleeping With Giants mit The Rocket Summer, Armor for Sleep und Sherwood führte die Band zwischen dem 5. September 2007 bis zum 24. November 2007 wieder durch die Vereinigten Staaten. Die Zeit zwischen den Konzerten nutzten sie bereits intensiv, um an Material für ihr drittes Studioalbum zu arbeiten.

### Fast Times at Barrington High
Bei der Vans Warped Tour 2008 stellten The Academy Is … die ersten beiden neuen Songs About a Girl und Summer Hair = Forever Young vor. About a Girl wurde am 15. Juli 2008 über iTunes als Download-Single veröffentlicht. Summer Hair = Forever Young ist die zweite Single aus dem dritten Album namens Fast Times at Barrington High das am 18. August 2008 veröffentlicht worden ist.
Vom 1. Oktober bis 23. November 2008 sind sie als Headliner ihrer Tournee Bill & Trav’s Bogus Journey Tour zusammen mit We the Kings in den Vereinigten Staaten unterwegs.

### Lost in Pacific Time
Am 22. September 2009 veröffentlichte die Band die EP Lost in Pacific Time: The AP. Bisher gab es mit jedem neuen Album von The Academy Is … einen neuen Sound, der immer mehr Alternative und weniger Rock enthielt, so ist es auch bei Lost in Pacific Time. Man hört immer weniger die elektrischen Gitarren hervorstechen und auch durch den irgendwie anders gewordenen Gesang haben die Songs eine deutlich ruhigere Wirkung als die Songs des Vorgängeralbums Fast Times at Barrington High.

### Auflösung
Am 8. Oktober 2011 gab die Band nach 9 Jahren ihre Auflösung bekannt.

## Diskografie

### Alben
- 2005: Almost Here
- 2007: Santi
- 2008: Fast Times at Barrington High

### EPs
- 2004: The Academy
- 2006: From the Carpet
- 2009: Lost in Pacific Time

### Singles
- 2005: Checkmarks
- 2005: Skeptics and the True Believers
- 2006: Slow Down
- 2006: The Phrase That Pays
- 2007: We’ve Got a Big Mess on Our Hands
- 2007: Neighbors
- 2007: Everything We Had
- 2007: Sleeping with Giants (Lifetime)
- 2007: Same Blood
- 2008: About a Girl (US: Gold)[2]
- 2008: Summer Hair = Forever Young